# Черноморец, Матрёна Яковлевна
Матрёна Яковлевна Черноморец (1921 — неизвестно, посёлок Желанное, Ясиноватский район, Донецкая область) — доярка племенного завода «Большевик» Красноармейского района Донецкой области, Украинская ССР. Герой Социалистического Труда (1966).

## Биография
Родилась в 1921 году в крестьянской семье в одном из населённых пунктов современной Днепропетровской области. В послевоенное время — доярка племенного завода «Большевик» Красноармейского района. Ежегодно показывала высокие результаты в надое молока, постепенно доведя свои трудовые показатели более 4 тысяч килограммов молока с каждой фуражной коровы. В годы семилетки (1959—1965) получала более 5 тысяч килограммов молока с каждой коровы.
Указом Президиума Верховного Совета СССР от 22 марта 1966 года удостоена звания Героя Социалистического Труда за «достигнутые успехи в животноводстве, увеличении производства и заготовок мяса, молока, яиц, шерсти и другой продукции».
Проживала в посёлке Желанное. Дата смерти не установлена.